# Аттеступа

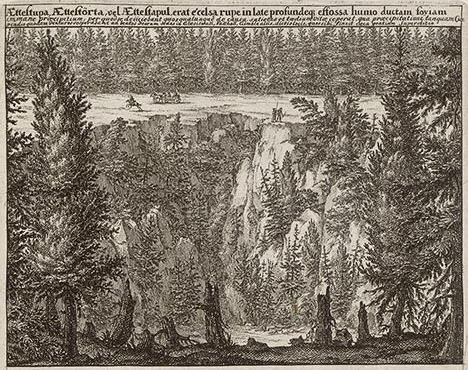
Аттеступа в Вестергётланд, как изображено Виллемом Свидде в 1705.

Аттеступа (швед. Ättestupa) — название ряда пропастей на территории Скандинавии. 

## Описание
Предположительно, это название обозначает места, где происходили ритуальные смертоубийства в доисторические времена Северной Европы, когда пожилые люди бросались на смерть. Согласно легенде, это происходило, когда старики не могли содержать себя или помогать в домашнем хозяйстве. Легенда об этом действительно существует, но исследователи приходят к выводу, что этот сюжет появился в XIII веке в «Саге о Гаутреке», позже переведённой на шведский язык. Похоже, что в реальности суицидальных пропастей не существовало.
Геронтоцидные и суицидальные пропасти упоминаются в нескольких источниках из древности, например, лигурийцы в Paradoxographus Vaticanus и Прокопий Кесарийский в своём описании племени герулов с VI века нашей эры. Гай Юлий Солин написал о счастливых гипербореях на Северном полюсе, где в течение полугода между весенним равноденствием и осенним равноденствием наступил дневной свет, и описал климат как настолько здоровый, что люди там не умирали, а бросались из пропасти в воду.